# Ганський Володимир Олександрович
Ганський Володимир Олександрович (біл. Ганскі Уладзімір Аляксандравіч; нар. 2 грудня 1986, Новополоцьк, Вітебська область, Білорусь) — білоруський науковець, доктор економічних наук.

## Біографія
Закінчив історико-філологічний факультет Полоцького державного університету за спеціальністю «Історія» та отримав кваліфікацію історика, викладача історії та соціально-гуманітарних дисциплін. Паралельно отримав кваліфікацію економіста-менеджера за спеціальністю «Економіка та управління на підприємстві промисловості».
Дисертацію на здобуття наукового ступеня кандидата економічних наук за спеціальністю «Економіка та управління національним господарством» захистив у 2015 році у Львівській комерційній академії Укоопспілки. Тема дисертації - «Механізм функціонування національного ринку туристичних послуг».
Дисертацію на здобуття наукового ступеня кандидата історичних наук за спеціальністю «Вітчизняна історія» захистив у 2020 році в Могильовському державному університеті ім. Аркадія Кулешова. Тема дисертації «Розвиток туризму в Західній Білорусі (1921-1939 рр.)».
2 червня 2021 року Вища атестаційна комісія Республіки Білорусь присвоїла йому вчене звання доцента.
20 квітня 2021 року у Львівському торговельно-економічному університеті захистив дисертацію на здобуття наукового ступеня доктора економічних наук за спеціальністю «Економіка та управління національним господарством». Тема докторської дисертації «Теоретико-методологічні основи управління ресурсами спадщини в системі національної економіки». 29 червня 2021 року Міністерство освіти і науки України наказом № 735 затвердило рішення спеціалізованої вченої ради про присудження йому наукового ступеня доктора економічних наук.
Почав працювати в 2006 році в науково-дослідному секторі Полоцького державного університету. В 2007-2009 роках працював на підприємствах туристичної індустрії, у тому числі директором. З 2010 по 2017 рік викладав на спортивно-педагогічному та фінансово-економічному факультетах Полоцького державного університету. З 2018 по 2024 рік - старший науковий співробітник, доцент кафедри економіки та управління, доцент кафедри бізнес-адміністрування та маркетингу факультету економіки та бізнесу Інституту підприємницької діяльності в Мінську. У 2021-2023 роках брав участь у реалізації дослідницьких проектів в Інституті економіки та ділового адміністрування Центральнокитайського університету. Стажувався у вищих навчальних закладах та наукових організаціях у Чехії, Литві та Польщі.

## Наукова діяльність
Щодо економічних поглядів декларує прихильність ідеям Австрійської школи. Займається дослідженням теорії та практики управління новими ресурсами в системі сучасної економіки, економічної урбаністики та ревіталізації, питаннями управління, комерціалізації та використання в господарській діяльності об'єктів культурної та природної спадщини, сталого соціально-економічного розвитку історичних поселень і місць, а також історії, економіки та організації туризму, національного та міжнародного ринків туристичних послуг та ін. Також займається краєзнавчим вивченням Північної та Північно-Західної Білорусі, питаннями кластеризації, транскордонного та міжнародного співробітництва, тощо.
Автор близько 200 наукових публікацій, у тому числі понад 10 монографій, навчально-методичних видань, статей у вітчизняних і зарубіжних наукових журналах, виданнях індексованих в базах Scopus i Web of Science та ін. Організатор та співорганізатор численних міжнародних наукових та науково-практичних конференцій, присвячених питанням сталого розвитку, економіки, історії, культурної спадщини, краєзнавства, тощо.